# John McLaren (Lord McLaren)
John McLaren, (17 avril 1831 - 6 avril 1910) est un homme politique et juge libéral britannique. Dans le monde scientifique, on se souvient de lui comme d'un mathématicien et astronome.

## Biographie
Fils de Duncan McLaren, ancien prévôt d'Édimbourg et député, et de son épouse Grant Aitken, il est né au 21 South St David Street, dans la nouvelle ville d'Édimbourg .
Il étudie le droit à l'Université d'Édimbourg. Il est admis à la Scottish Faculty of Advocates en 1856. En 1869, il est élu membre de la Royal Society of Edinburgh, son proposant étant Robert William Thomson. Il est vice-président de la société pendant trois périodes : de 1885 à 1891 ; 1892 à 1898 ; et 1901 à 1906 .
Il occupe le poste de shérif de la chancellerie en Écosse de 1869 à 1880. Il réorganise les libéraux écossais et dirige la campagne Midlothian de Gladstone en 1879-1880.
Il est élu député de Wigtown Burghs en avril 1880 et nommé Lord Advocate, perdant son siège en  mai 1880. Il n'est pas élu à Berwick-upon-Tweed le 21 juillet 1880, mais est réélu pour Édimbourg le 28 janvier 1881. Le père de Duncan McLaren démissionne de son poste de député d'Édimbourg, ce qui libère un poste à pourvoir. McLaren continue à siéger pour Édimbourg jusqu'à ce qu'il soit nommé juge, plus tard dans l'année. Il devient Lord Advocate d’Écosse en 1880/81.
Sous la pression de Gladstone et William Harcourt, il accepte la nomination au banc en 1881 avec le titre judiciaire de Lord McLaren. Il est un juge très compétent et édite des ouvrages sur le droit écossais. Pour ses contributions à l'astronomie et aux mathématiques, il reçoit des diplômes honorifiques (tous en LLD) de l'Université d'Édimbourg, de l'Université de Glasgow et de l'Université d'Aberdeen.
McLaren est décédé à Brighton dans le Sussex le 6 avril 1910, mais est enterré à Édimbourg dans le cimetière de Grange sur son chemin le plus au sud . La tête du médaillon en bronze d'origine a été volée mais elle est remplacée par une réplique en plastique.
McLaren écrit un certain nombre de livres sur des sujets juridiques, notamment Law of Wills and Succession.
En 1868, il épouse Ottile Schwabe (morte en 1914). Leurs enfants sont morts en grande partie dans l'enfance. Leur fille aînée est Ottilie Maclaren Wallace